# Парбли, Ирэн
Мэри Ирен Парлби (англ. Mary Irene Parlby, урождённая Марриат, Marryat; 1868 — 1965) — канадская активистка и политик, лидер женского фермерского движения. В 1921 году она была избрана в Законодательное собрание Альберты. Назначенная министром без портфеля, она стала первой женщиной в Кабинете министров Альберты.

## Биография

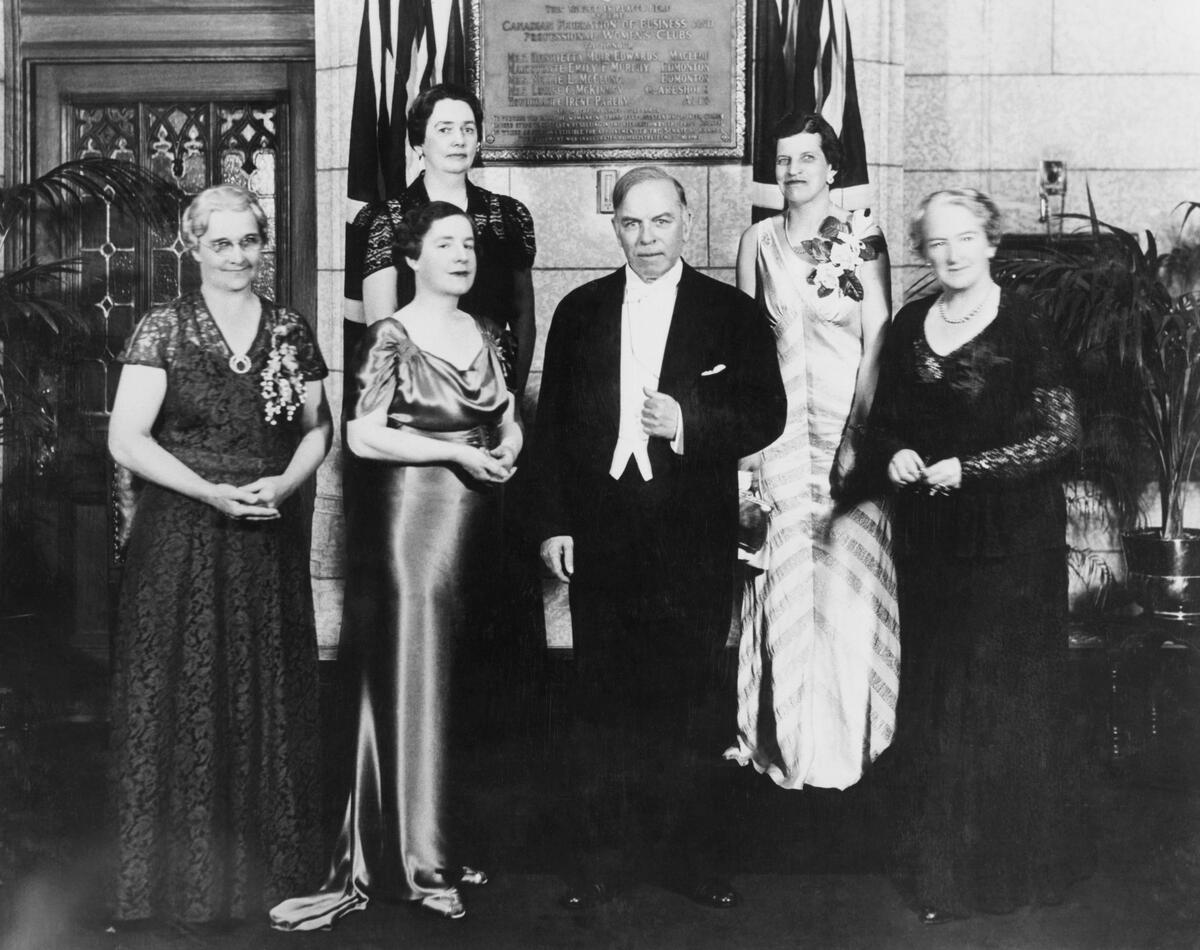
Достопочтенный Маккензи Кинг представил мемориальную доску в честь Знаменитой пятёрки

Родилась в Лондоне, Англия, в семье миссис Э. Марриат. Парлби приехала в Канаду в 1896 году. В 1913 году Парлби участвовала в основании первого местного женского объединения фермеров Альберты (United Farm Women of Alberta). 
Парлби была одной из Знаменитой пятёрки, которые в судебном разбирательстве, известном как «Дело о людях», установили, что женщины являются «квалифицированными лицами» согласно Конституции Канады и, следовательно, имеют право заседать в Сенате. Однако, как и другие из знаменитой пятёрки, Парлби была сторонницей евгенического движения в Альберте, включая Закон о стерилизации душевнобольных.
Защитница сельских женщин и детей Канады на протяжении всей своей жизни, Парлби была президентом объединения фермерских женщин Альберты с 1916 по 1919 год. От имени UFWA она настаивала на улучшении услуг общественного здравоохранения и создании муниципальных больниц, а также мобильных медицинских и стоматологических клиники. 
В 1921 году Парлби была избрана в законодательный орган провинции и назначена министром кабинета министров (вторая женщина в Канаде, занявшая пост провинциального кабинета министров). В 1930—1934 годах она была одной из трёх представителей Канады в Лиге Наций в Женеве.
Однажды её процитировали: «... а что, когда мы умрем? Должны ли женщины вернуться в то состояние, в котором они когда-то находились. Нет, они должны скорее выступить против этого и бороться за признание, а не за единообразие». Здесь она боролась за принятие, а не за равенство с мужским полом.
Она была последним выжившим членом Знаменитой пятёрки.

## Наследие
Среди прочих наград, в октябре 2009 года Сенат проголосовал за назначение Парлби и остальных пяти первых «почётными сенаторами» Канады. Ирэн Парлби недавно наградили фреской в её честь в Эдмонтоне, Альберта.
В 1966 году Ирен Парлби была признана человеком национального исторического значения правительством Канады. Мемориальная доска в память об этом висит в Аликсе, Альберта. «Дело человека» было признано национально-историческим событием.